# Doizieux
Doizieux é uma comuna francesa na região administrativa de Auvérnia-Ródano-Alpes, no departamento de Loire. Estende-se por uma área de 28,07 km². Em 2010 a comuna tinha 849 habitantes (densidade: 30,2 hab./km²).